# Auguste Caristie
Pour les articles homonymes, voir Caristie.
Auguste Nicolas Caristie appelé aussi Augustin Caristie, né à Avallon (Yonne) le 6 décembre 1783 et décédé à Paris (7e arrondissement) le 5 décembre 1862,  est un architecte français grand Prix de Rome. 
Outre quelques réalisations publiques, il est resté comme un précurseur de la restauration de monuments historiques.

## Biographie
Issu d'une famille d'architectes d'origine italienne, il est le fils de Jacques-Nicolas Caristie, architecte à Avallon et petit-fils de Michel-Ange Caristie. 
Il étudie auprès de son père puis au sein des ateliers parisiens d'Antoine Vaudoyer et de Charles Percier. Lauréat du grand prix de Rome en 1813 (pour un projet d'« hôtel de ville pour une capitale »), il séjourne en Italie pour une durée en 7 ans. 
Il étudia notamment la restauration du Temple de Sérapis à Pouzzoles.
De retour en France, il est chargé par le gouvernement de la Restauration de restaurer l'Arc d'Orange en 1823. Il suivra par la suite le début des travaux de restauration du théâtre antique d'Orange. Toujours à la demande du même gouvernement, il réalise le mausolée des victimes du débarquement de Quiberon de 1795. 
Il est nommé inspecteur général des bâtiments civils en 1829 et plus tard, membre puis vice-président de la Commission des monuments historiques. 
Il est élu en 1840 à l'Académie des beaux-arts au fauteuil no 4.
En 1860, il est élu au Conseil général du département de la Seine.
Il est le frère de Philippe Caristie, appelé Jean-Marie Caristie, ingénieur en chef des Ponts-et-chaussées qui a participé à l'expédition d'Égypte avec Napoléon Bonaparte.

## Principales réalisations
- 1823 : restauration de l'Arc d'Orange ;
- 1824 : chapelle expiatoire du Champ-des-Martyrs à Brech[2] ;
- 1827 : achèvement de la construction du château de Kerlevénan à Sarzeau (Morbihan) ;
- 1835 : prison de Reims (détruite) ;
- 1844-1851 : restauration de la chapelle du château d'Anet (Eure-et-Loir) ;
- 1846 : palais de justice de Reims.

## Galerie

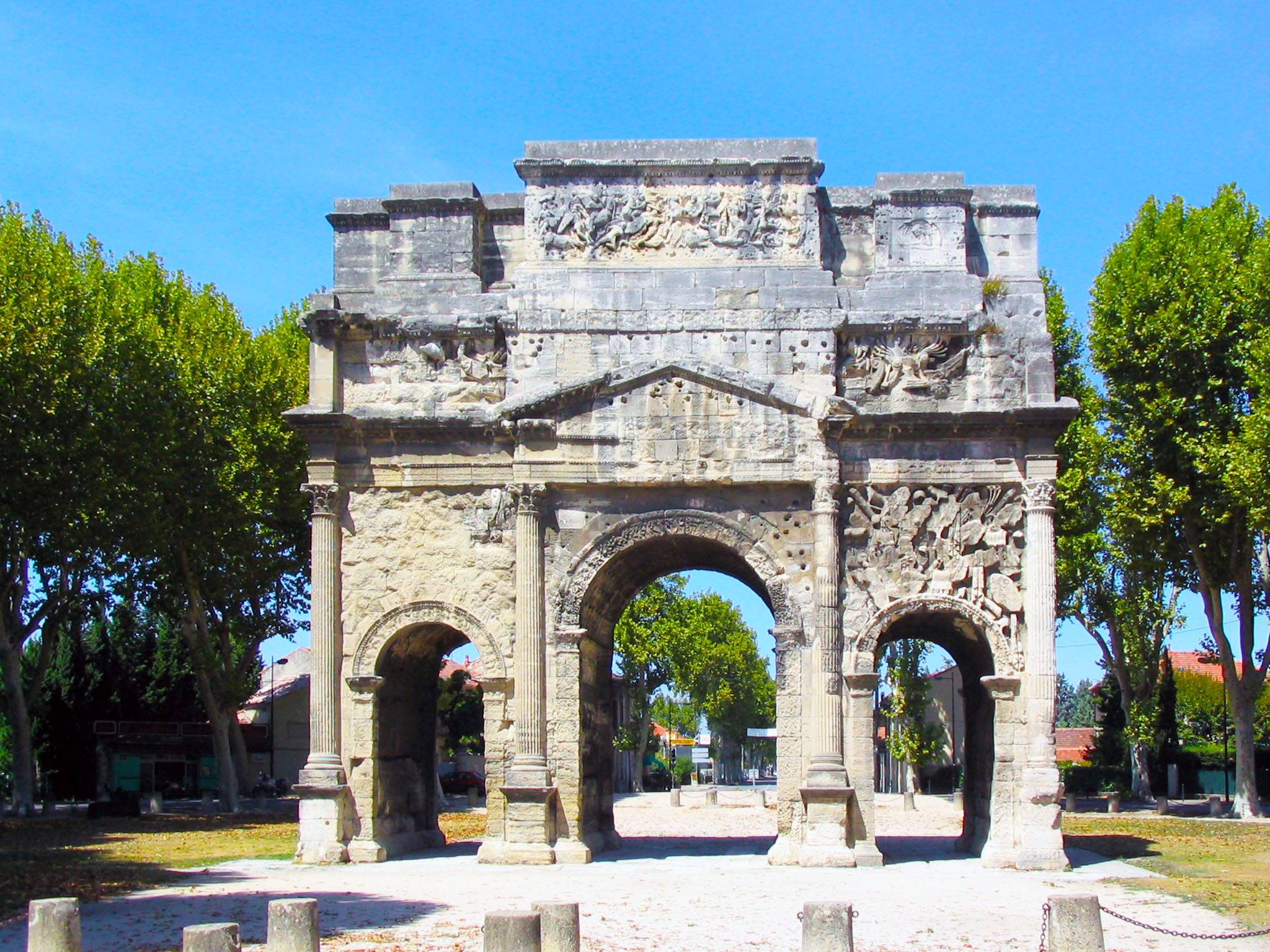
Arc d'Orange.
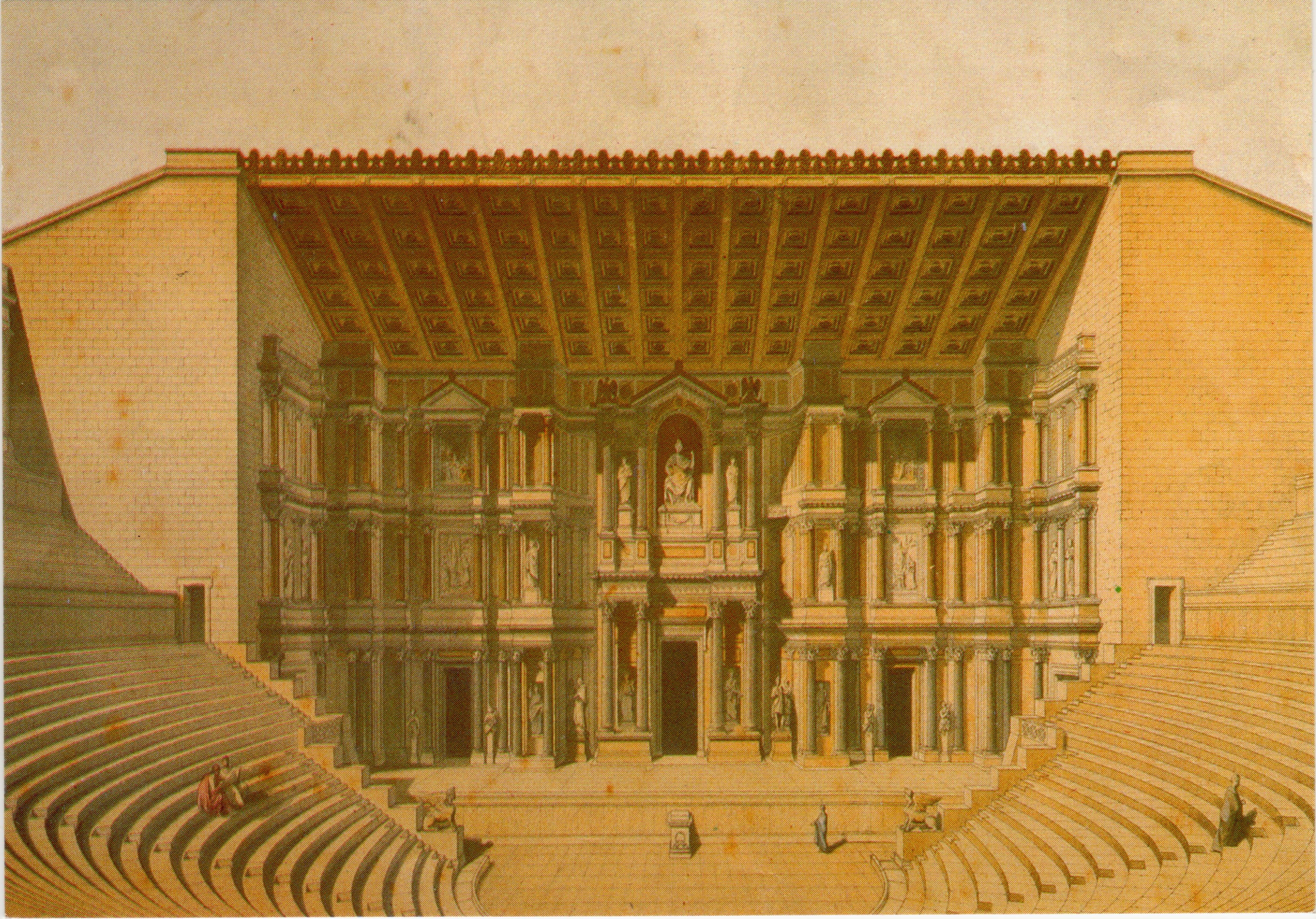
Théâtre romain d'Orange.
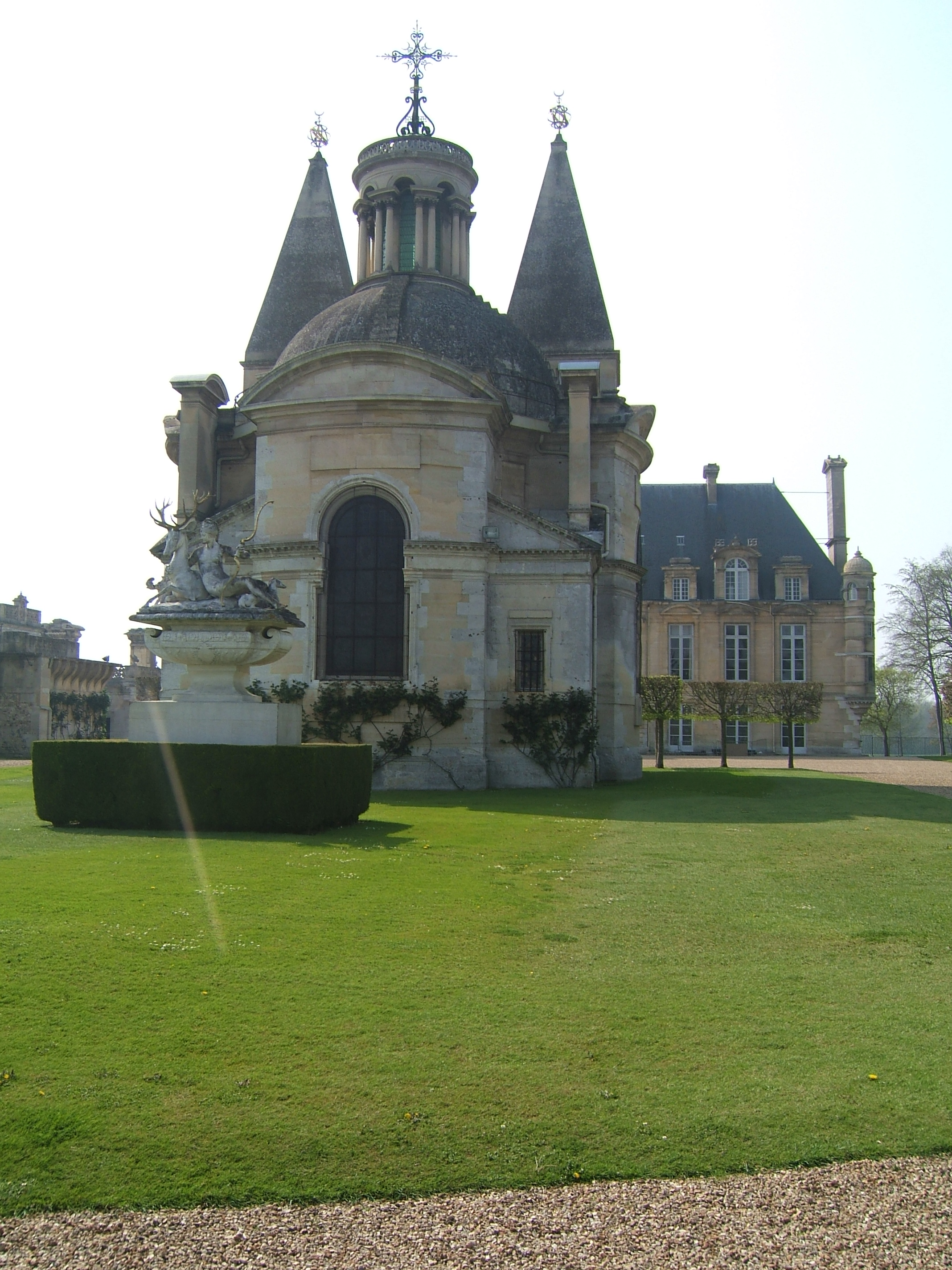
Chapelle du Château d'Anet.

## Sources et références
1. ↑  Archives de Paris Acte de décès no 1798, vue 11 / 28
2. ↑  Notice no PA00091053, sur la plateforme ouverte du patrimoine, base Mérimée, ministère français de la Culture.

- Notice biographique dans la Grande encyclopédie, inventaire raisonné des sciences, ..., 1885-1902, p. 429.